# Arquidiócesis de Las Vegas
La arquidiócesis de Las Vegas (en latín: Archidioecesis Campensis y en inglés: Roman Catholic Archdiocese of Las Vegas) es una circunscripción eclesiástica de la Iglesia católica en Estados Unidos. Se trata de una arquidiócesis latina, sede metropolitana de la provincia eclesiástica de Las Vegas. Desde el 30 de mayo de 2023 su arzobispo es George Leo Thomas.

## Territorio y organización

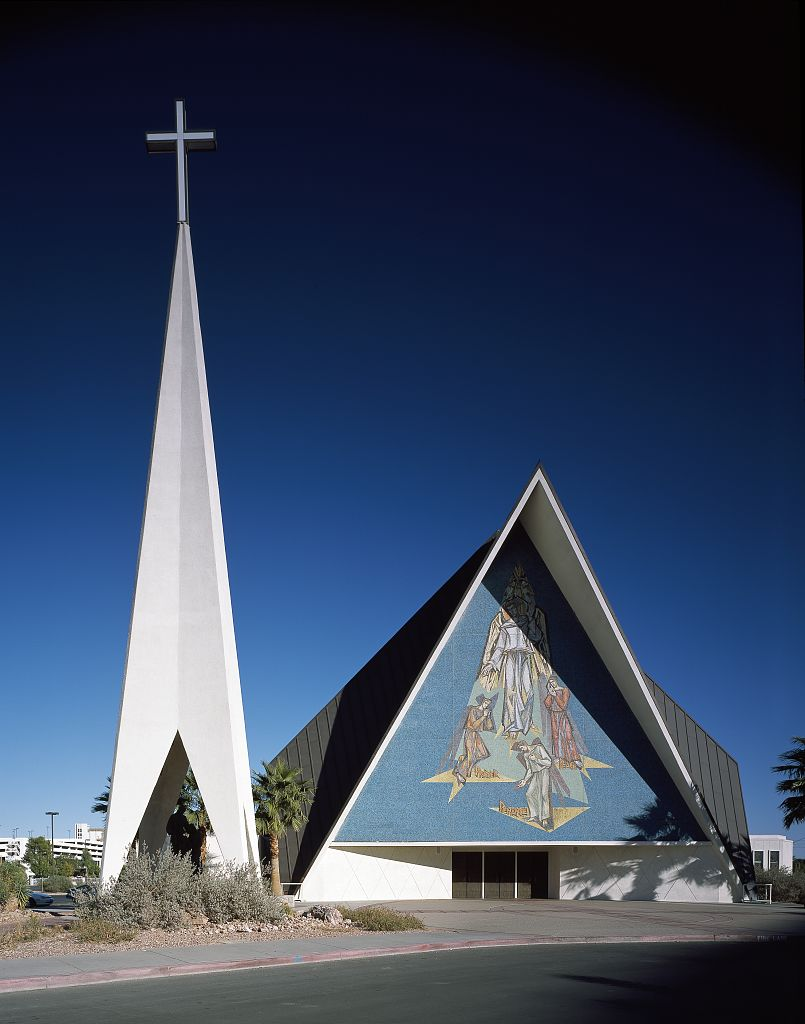
Catedral Ángel de la Guarda, Las Vegas, Nevada

La arquidiócesis tiene 103 189 km² y extiende su jurisdicción sobre los fieles católicos de rito latino residentes en el estado de Nevada en los 5 condados de: Clark, Esmeralda, Lincoln, Nye y White Pine.
La sede de la arquidiócesis se encuentra en la ciudad de Las Vegas, en donde se halla la Catedral del Ángel de la Guarda.
La arquidiócesis tiene como sufragáneas a las diócesis de: Reno y Salt Lake City.
En 2021 en la arquidiócesis existían 30 parroquias.

## Historia
En 1976 la diócesis de Reno, erigida en 1931, asumió el nuevo nombre de Reno-Las Vegas.
La diócesis de Las Vegas fue erigida el 21 de marzo de 1995 con la bula Cum ob amplum del papa Juan Pablo II, tras la división de la diócesis de Reno-Las Vegas, que dio lugar a la diócesis de Reno y a la de Las Vegas.
Originalmente sufragánea de la arquidiócesis de San Francisco, el 30 de mayo de 2023 fue elevada por el papa Francisco al rango de sede metropolitana.

## Estadísticas
Según el Anuario Pontificio 2022 la entonces diócesis tenía a fines de 2021 un total de 580 850 fieles bautizados.
| Año                                                                             | Población            | Población | Población      | Sacerdotes | Sacerdotes    | Sacerdotes    | Bautizados por sacerdote | Diáconos permanentes | Religiosos | Religiosos | Parroquias |
| Año                                                                             | Bautizados católicos | Total     | % de católicos | Total      | Clero secular | Clero regular | Bautizados por sacerdote | Diáconos permanentes | Varones    | Mujeres    | Parroquias |
| ------------------------------------------------------------------------------- | -------------------- | --------- | -------------- | ---------- | ------------- | ------------- | ------------------------ | -------------------- | ---------- | ---------- | ---------- |
| 1999                                                                            | 390 000              | 1 300 000 | 30.0           | 49         | 32            | 17            | 7959                     | 7                    | 5          | 42         | 24         |
| 2000                                                                            | 405 000              | 1 350 000 | 30.0           | 77         | 57            | 20            | 5259                     | 10                   | 24         | 28         | 24         |
| 2001                                                                            | 448 000              | 1 400 000 | 32.0           | 73         | 58            | 15            | 6136                     | 8                    | 18         | 25         | 23         |
| 2002                                                                            | 464 164              | 1 478 230 | 31.4           | 84         | 60            | 24            | 5525                     | 8                    | 28         | 25         | 23         |
| 2003                                                                            | 494 353              | 1 594 690 | 31.0           | 81         | 58            | 23            | 6103                     | 6                    | 27         | 22         | 24         |
| 2004                                                                            | 544 519              | 1 650 059 | 33.0           | 84         | 64            | 20            | 6482                     | 8                    | 24         | 25         | 25         |
| 2013                                                                            | 732 000              | 1 984 000 | 36.9           | 76         | 58            | 18            | 9631                     | 33                   | 21         | 16         | 29         |
| 2016                                                                            | 747 236              | 2 100 719 | 35.6           | 84         | 66            | 18            | 8895                     | 40                   | 22         | 21         | 29         |
| 2019                                                                            | 574 000              | 1 960 000 | 29.3           | 47         | 37            | 10            | 12 212                   | 26                   | 11         | 14         | 30         |
| 2021                                                                            | 580 850              | 1 981 000 | 29.3           | 62         | 35            | 27            | 9368                     | 37                   | 32         | 13         | 30         |
| Fuente: Catholic-Hierarchy, que a su vez toma los datos del Anuario Pontificio. |                      |           |                |            |               |               |                          |                      |            |            |            |

Escuelas elementales: St. Viator School (Las Vegas), St. Elizabeth Ann Seaton, St. Francis de Sales, Our Lady of Las Vegas, St. Christopher, St. Anne's y St. Joseph's.

## Episcopologio

### Obispos
- Daniel Francis Walsh (21 de marzo de 1995-11 de abril de 2000 nombrado obispo de Santa Rosa en California)
- Joseph Anthony Pepe (6 de abril de 2001-28 de febrero de 2018 retirado)
- George Leo Thomas (28 de febrero de 2018-30 de mayo de 2023 nombrado arzobispo)

### Arzobispos
- George Leo Thomas, desde el 30 de mayo de 2023